# Tumpok Teungoh (Banda Sakti)
Tumpok Teungoh is een bestuurslaag in het regentschap Lhokseumawe van de provincie Atjeh, Indonesië. Tumpok Teungoh telt 8317 inwoners (volkstelling 2010).